# Negarit

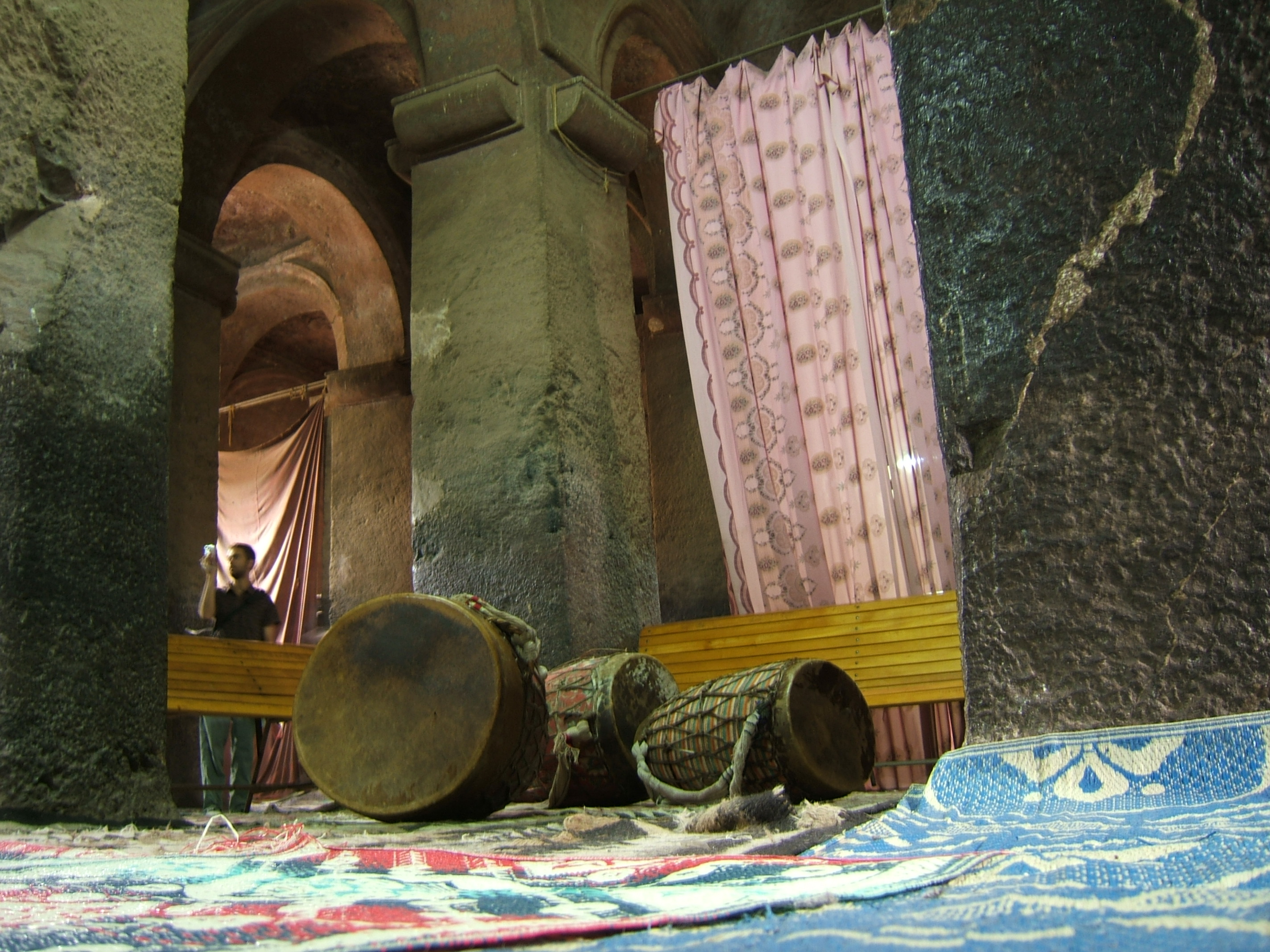
Fasstrommeln kebero in einer Kirche in Lalibela

Negarit, auch nagārit, nägarit, nägärit (amharisch ነጋሪት), ist eine große flache Kesseltrommel in Äthiopien, die nicht mehr gespielt wird. Sie wurde mit gebogenen Stöcken geschlagen und war das Symbol der kaiserlichen Macht.
Die negarit war die Kriegstrommel der Herrscher, sie wurde bei Proklamationen gespielt und auf Reisen der Gruppe des Herrschers vorausgetragen. Daneben diente sie in liturgischer Funktion den Beta Israel (äthiopischen Juden). Die Anzahl der Trommeln, die eine Person führen durfte, richtete sich nach deren Rang und Bedeutung. Es konnten mehrere Dutzend sein. Neben dem Kaiser von Äthiopien hatten auch die Verwalter der größten Provinzen und verschiedene Würdenträger, darunter der Ras, das Recht, die Negarit zu verwenden. In ihrer Funktion und vom Namen her steht die negarit mit der weit verbreiteten Gruppe der arabischen Bechertrommeln naqqara in Verbindung.
Die beiden anderen traditionellen Trommeln in Äthiopien sind die große, mit Händen geschlagene zweifellige Fasstrommel kebero, die bei christlichen Feiertagen zum Einsatz kommt, und die kleine, ebenfalls mit den Händen geschlagene atamo, die bei Familienfeiern und zur Tanzbegleitung in der Volksmusik gespielt wird.